# هوراس إيفرت هووبر
هوراس إيفرت هووبر (بالإنجليزية: Horace Everett Hooper)‏ هو موسوعي ‏ أمريكي، ولد في 8 ديسمبر 1859 في ورسستر في الولايات المتحدة، وتوفي في 13 يونيو 1922 في Bedford Hills, New York ‏ في الولايات المتحدة.

## وصلات خارجية
- هوراس إيفرت هووبر على موقع الموسوعة البريطانية (الإنجليزية)